# Torneo Apertura 2016 (Colombia)
El Torneo Apertura 2016 fue la octogésima tercera (83a.) edición de la Categoría Primera A del fútbol profesional colombiano, siendo el primer torneo de la temporada 2016. El campeón del este torneo clasificará a la Copa Libertadores 2017 y a la Superliga de Colombia 2017. Según el nuevo sistema de juego, el torneo se disputa en dos etapas: la fase regular de fechas todos contra todos, más un partido de clásicos (20 fechas) y la fase final de eliminación directa.
Independiente Medellín se proclamó campeón por sexta vez en su historia.

## Sistema de juego
El Torneo Apertura se jugaron en cuatro fases para definir al campeón del certamen. En la fase inicial jugaron los equipos 20 jornadas todos contra todos (19 fechas y una fecha de clásicos). Los ocho primeros clasificados avanzaron a la siguiente instancia; estos jugaron los cuartos de final, donde los ocho equipos clasificados se dividieron en dos grupos para el sorteo: los cuatro equipos clasificados de primeros se sortearon cada uno con los cuatro restantes, y se jugaron partidos de ida y vuelta en cada llave. Al terminar la fase, los cuatro vencedores jugaron una serie de semifinales igualmente de ida y vuelta, donde jugó de local el partido de vuelta el mejor ubicado en la reclasificación del Torneo Apertura.
Finalmente se jugó la final del torneo (en partido de ida y vuelta); el equipo ganador del torneo, clasificó a la «Superliga» y a la «Copa Libertadores».

## Incidencias
A finales de febrero de 2016, en Colombia se empezó a afrontar una crisis energética que hizo que el gobierno mostrara preocupación por el suministro de energía en el país, implementando medidas orientadas al racionamiento de energía por parte de la población colombiana con campañas como «Apagar Paga». En concordancia con lo anterior, el 11 de marzo la División Mayor del Fútbol Colombiano decidió tomar medidas para el racionamiento de energía en el fútbol colombiano y estableció que a partir de la fecha 11 del campeonato no se jugarían más partidos en horarios nocturnos en las jornadas de los fines de semana; de esta manera, fijó que los horarios para los partidos serían 10:00, 12:00, 14:00 y 16:00 (cinco juegos por día).

## Equipos participantes

### Relevo anual de clubes
| Ascendidos a la Primera A                           |
| --------------------------------------------------- |
| Atlético Bucaramanga (Campeón de la Primera B 2015) |
| Fortaleza CEIF (Subcampeón de la Primera B 2015)    |

| Descendidos a la Primera B                                 |
| ---------------------------------------------------------- |
| Cúcuta Deportivo (Peor promedio acumulado en la Primera A) |
| Uniautónoma (Peor promedio acumulado en la Primera A)      |

### Datos de los clubes
| Equipo                 | Entrenador          | Ciudad/Municipio | Estadio                        | Aforo  | Marca         | Patrocinador principal      |
| ---------------------- | ------------------- | ---------------- | ------------------------------ | ------ | ------------- | --------------------------- |
| Alianza Petrolera      | Jorge Luis Bernal   | Barrancabermeja  | Daniel Villa Zapata            | 12.500 | Kelme         | Alcaldía de Barrancabermeja |
| Atlético Bucaramanga   | Flabio Torres       | Bucaramanga      | Alfonso López                  | 30.000 | Deporte Total | Freska Leche                |
| Atlético Huila         | Oswaldo Durán       | Neiva            | Guillermo Plazas Alcid         | 32.000 | Sheffy        | ElectroHuila                |
| Atlético Nacional      | Reinaldo Rueda      | Medellín         | Atanasio Girardot              | 48.700 | Nike          | Postobón                    |
| Boyacá Chicó           | Nelson Gómez        | Tunja            | La Independencia               | 30.000 | Geus          | Universidad de Boyacá       |
| Cortuluá               | Jaime de la Pava    | Tuluá            | Doce de Octubre                | 22.000 | Keuka         | Cortulua.co                 |
| Deportes Tolima        | Alberto Gamero      | Ibagué           | Manuel Murillo Toro            | 36.000 | Mitre         | Cervecería Bavaria S.A.     |
| Deportivo Cali         | Mario Yepes         | Cali             | Deportivo Cali                 | 55.500 | Umbro         | Siesa                       |
| Deportivo Pasto        | Guillermo Berrío    | Pasto            | Departamental Libertad         | 30.380 | Sheffy        | Aguardiente Nariño          |
| Envigado F. C.         | Juan Carlos Sánchez | Envigado         | Polideportivo Sur              | 14.000 | Kaxon         | Inderenvigado               |
| Fortaleza CEIF         | Nilton Bernal       | Bogotá           | Metropolitano de Techo         | 13.000 | FSS           | Seguros del Estado S.A.     |
| Independiente Medellín | Leonel Álvarez      | Medellín         | Atanasio Girardot              | 48.700 | Puma          | Pepsi                       |
| Jaguares               | Hubert Bodhert      | Montería         | Jaraguay                       | 8.000  | Kaxon         | Comfacor                    |
| Junior                 | Alexis Mendoza      | Barranquilla     | Metropolitano Roberto Meléndez | 50.000 | Umbro         | Cerveza Águila              |
| La Equidad             | Arturo Boyacá       | Bogotá           | Metropolitano de Techo         | 13.000 | Puma          | La Equidad Seguros          |
| Millonarios            | Rubén Israel        | Bogotá           | Nemesio Camacho El Campín      | 40.000 | Adidas        | Pepsi                       |
| Once Caldas            | Javier Torrente     | Manizales        | Palogrande                     | 43.680 | Umbro         | DAF                         |
| Patriotas              | Diego Corredor      | Tunja            | La Independencia               | 30.000 | Kimo          | Incap                       |
| Rionegro Águilas       | Néstor Otero        | Rionegro         | Alberto Grisales               | 17.000 | FSS           | Alcaldía de Rionegro        |
| Santa Fe               | Alexis García       | Bogotá           | Nemesio Camacho El Campín      | 40.000 | Umbro         | Huawei                      |

### Localización
| Antioquia       | 4 | Atlético Nacional, Envigado F. C., Independiente Medellín y Rionegro Águilas | Junior Jaguares Bucaramanga Alianza Envigado R. Águilas Caldas Huila · Tolima Cortuluá Cali Pasto Bogotá Equipos de Bogotá: · La Equidad · Fortaleza CEIF · Millonarios · Santa Fe Medellín Equipos de Medellín: · Atlético Nacional · Independiente Medellín Tunja Equipos de Tunja: · Boyacá Chicó · Patriotas |
| Bogotá, D. C.   | 4 | La Equidad, Fortaleza CEIF, Millonarios y Santa Fe                           | Junior Jaguares Bucaramanga Alianza Envigado R. Águilas Caldas Huila · Tolima Cortuluá Cali Pasto Bogotá Equipos de Bogotá: · La Equidad · Fortaleza CEIF · Millonarios · Santa Fe Medellín Equipos de Medellín: · Atlético Nacional · Independiente Medellín Tunja Equipos de Tunja: · Boyacá Chicó · Patriotas |
| Boyacá          | 2 | Boyacá Chicó y Patriotas                                                     | Junior Jaguares Bucaramanga Alianza Envigado R. Águilas Caldas Huila · Tolima Cortuluá Cali Pasto Bogotá Equipos de Bogotá: · La Equidad · Fortaleza CEIF · Millonarios · Santa Fe Medellín Equipos de Medellín: · Atlético Nacional · Independiente Medellín Tunja Equipos de Tunja: · Boyacá Chicó · Patriotas |
| Santander       | 2 | Alianza Petrolera y Atlético Bucaramanga                                     | Junior Jaguares Bucaramanga Alianza Envigado R. Águilas Caldas Huila · Tolima Cortuluá Cali Pasto Bogotá Equipos de Bogotá: · La Equidad · Fortaleza CEIF · Millonarios · Santa Fe Medellín Equipos de Medellín: · Atlético Nacional · Independiente Medellín Tunja Equipos de Tunja: · Boyacá Chicó · Patriotas |
| Valle del Cauca | 2 | Cortuluá y Deportivo Cali                                                    | Junior Jaguares Bucaramanga Alianza Envigado R. Águilas Caldas Huila · Tolima Cortuluá Cali Pasto Bogotá Equipos de Bogotá: · La Equidad · Fortaleza CEIF · Millonarios · Santa Fe Medellín Equipos de Medellín: · Atlético Nacional · Independiente Medellín Tunja Equipos de Tunja: · Boyacá Chicó · Patriotas |
| Atlántico       | 1 | Junior                                                                       | Junior Jaguares Bucaramanga Alianza Envigado R. Águilas Caldas Huila · Tolima Cortuluá Cali Pasto Bogotá Equipos de Bogotá: · La Equidad · Fortaleza CEIF · Millonarios · Santa Fe Medellín Equipos de Medellín: · Atlético Nacional · Independiente Medellín Tunja Equipos de Tunja: · Boyacá Chicó · Patriotas |
| Caldas          | 1 | Once Caldas                                                                  | Junior Jaguares Bucaramanga Alianza Envigado R. Águilas Caldas Huila · Tolima Cortuluá Cali Pasto Bogotá Equipos de Bogotá: · La Equidad · Fortaleza CEIF · Millonarios · Santa Fe Medellín Equipos de Medellín: · Atlético Nacional · Independiente Medellín Tunja Equipos de Tunja: · Boyacá Chicó · Patriotas |
| Córdoba         | 1 | Jaguares                                                                     | Junior Jaguares Bucaramanga Alianza Envigado R. Águilas Caldas Huila · Tolima Cortuluá Cali Pasto Bogotá Equipos de Bogotá: · La Equidad · Fortaleza CEIF · Millonarios · Santa Fe Medellín Equipos de Medellín: · Atlético Nacional · Independiente Medellín Tunja Equipos de Tunja: · Boyacá Chicó · Patriotas |
| Huila           | 1 | Atlético Huila                                                               | Junior Jaguares Bucaramanga Alianza Envigado R. Águilas Caldas Huila · Tolima Cortuluá Cali Pasto Bogotá Equipos de Bogotá: · La Equidad · Fortaleza CEIF · Millonarios · Santa Fe Medellín Equipos de Medellín: · Atlético Nacional · Independiente Medellín Tunja Equipos de Tunja: · Boyacá Chicó · Patriotas |
| Nariño          | 1 | Deportivo Pasto                                                              | Junior Jaguares Bucaramanga Alianza Envigado R. Águilas Caldas Huila · Tolima Cortuluá Cali Pasto Bogotá Equipos de Bogotá: · La Equidad · Fortaleza CEIF · Millonarios · Santa Fe Medellín Equipos de Medellín: · Atlético Nacional · Independiente Medellín Tunja Equipos de Tunja: · Boyacá Chicó · Patriotas |
| Tolima          | 1 | Deportes Tolima                                                              | Junior Jaguares Bucaramanga Alianza Envigado R. Águilas Caldas Huila · Tolima Cortuluá Cali Pasto Bogotá Equipos de Bogotá: · La Equidad · Fortaleza CEIF · Millonarios · Santa Fe Medellín Equipos de Medellín: · Atlético Nacional · Independiente Medellín Tunja Equipos de Tunja: · Boyacá Chicó · Patriotas |

### Cambio de entrenadores
| Equipo               | Entrenador saliente   | Fecha de salida | Reemplazado por   | Fecha de llegada |
| -------------------- | --------------------- | --------------- | ----------------- | ---------------- |
| Jaguares             | Jorge Luis Bernal     | 30 de noviembre | Carlos Navarrete  | 7 de diciembre   |
| Boyacá Chicó         | Ricardo Pérez         | 2 de febrero    | Darío Sierra      | 2 de febrero     |
| Santa Fe             | Gerardo Pelusso       | 20 de marzo     | Alexis García     | 21 de marzo      |
| Jaguares             | Carlos Navarrete      | 4 de abril      | Hubert Bodhert    | 5 de abril       |
| Patriotas            | Harold Rivera         | 11 de abril     | Diego Corredor    | 11 de abril      |
| Alianza Petrolera    | Oscar Upegui          | 11 de abril     | Edgar Moreno      | 12 de abril      |
| Deportivo Cali       | Fernando Castro       | 21 de abril     | Mario Yepes       | 22 de abril      |
| La Equidad           | Santiago Escobar      | 25 de abril     | Arturo Boyacá     | 25 de abril      |
| Atlético Bucaramanga | José Manuel Rodríguez | 9 de mayo       | Flabio Torres     | 9 de mayo        |
| Alianza Petrolera    | Edgar Moreno          | 10 de mayo      | Jorge Luis Bernal | 10 de mayo       |
| Atlético Huila       | José Fernando Santa   | 11 de mayo      | Oswaldo Durán     | 12 de mayo       |
| Boyacá Chicó         | Darío Sierra          | 14 de mayo      | Nelson Gómez      | 16 de mayo       |

## Todos contra todos

### Clasificación
| Pos. | Equipos                | PJ | PG | PE | PP | GF | GC | Dif. | Pts. |
| ---- | ---------------------- | -- | -- | -- | -- | -- | -- | ---- | ---- |
| 1.   | Independiente Medellín | 20 | 11 | 7  | 2  | 33 | 17 | 16   | 40   |
| 2.   | Atlético Nacional      | 20 | 12 | 3  | 5  | 42 | 20 | 22   | 39   |
| 3.   | Millonarios            | 20 | 11 | 4  | 5  | 30 | 17 | 13   | 37   |
| 4.   | Independiente Santa Fe | 20 | 11 | 4  | 5  | 28 | 18 | 10   | 37   |
| 5.   | Atlético Junior        | 20 | 10 | 7  | 3  | 28 | 20 | 8    | 37   |
| 6.   | Rionegro Águilas       | 20 | 10 | 4  | 6  | 30 | 23 | 7    | 34   |
| 7.   | Deportivo Cali         | 20 | 9  | 5  | 6  | 35 | 28 | 7    | 32   |
| 8.   | Cortuluá               | 20 | 8  | 7  | 5  | 29 | 23 | 6    | 31   |
| 9.   | Patriotas              | 20 | 8  | 5  | 7  | 22 | 23 | -1   | 29   |
| 10.  | Once Caldas            | 20 | 7  | 5  | 8  | 26 | 22 | 4    | 26   |
| 11.  | Deportivo Pasto        | 20 | 5  | 9  | 6  | 19 | 23 | -4   | 24   |
| 12.  | Deportes Tolima        | 20 | 7  | 3  | 10 | 25 | 32 | -7   | 24   |
| 13.  | Atlético Bucaramanga   | 20 | 3  | 14 | 3  | 21 | 27 | -6   | 23   |
| 14.  | Jaguares               | 20 | 6  | 5  | 9  | 16 | 29 | -13  | 23   |
| 15.  | Envigado F. C.         | 20 | 4  | 7  | 9  | 21 | 22 | -1   | 19   |
| 16.  | Atlético Huila         | 20 | 5  | 4  | 11 | 18 | 26 | -8   | 19   |
| 17.  | La Equidad             | 20 | 4  | 7  | 9  | 20 | 30 | -10  | 19   |
| 18.  | Boyacá Chicó           | 20 | 3  | 8  | 9  | 17 | 28 | -11  | 17   |
| 19.  | Alianza Petrolera      | 20 | 4  | 5  | 11 | 24 | 38 | -14  | 17   |
| 20.  | Fortaleza CEIF         | 20 | 4  | 3  | 13 | 16 | 34 | -18  | 15   |

Fuente: Web oficial de Dimayor
|  |                                      |
|  | Clasificados a los cuartos de final. |
|  | Eliminados.                          |

#### Evolución de la clasificación
| Equipo                 | Jornada | Jornada | Jornada | Jornada | Jornada | Jornada | Jornada | Jornada | Jornada | Jornada | Jornada | Jornada | Jornada | Jornada | Jornada | Jornada | Jornada | Jornada | Jornada | Jornada |
| Equipo                 | 1       | 2       | 3       | 4       | 5       | 6       | 7       | 8       | 9       | 10      | 11      | 12      | 13      | 14      | 15      | 16      | 17      | 18      | 19      | 20      |
| ---------------------- | ------- | ------- | ------- | ------- | ------- | ------- | ------- | ------- | ------- | ------- | ------- | ------- | ------- | ------- | ------- | ------- | ------- | ------- | ------- | ------- |
| Independiente Medellín | 8       | 14      | 10      | 7       | 7       | 4       | 4       | 6       | 3       | 6       | 8       | 6       | 6       | 5       | 5       | 3       | 1       | 1       | 1       | 1       |
| Atlético Nacional      | 4       | 1       | 1       | 2       | 5       | 7       | 3       | 2       | 4       | 4       | 1       | 2       | 2       | 2       | 3       | 1       | 2       | 3       | 3       | 2       |
| Millonarios            | 3       | 4       | 5       | 4       | 1       | 3       | 2       | 4       | 4       | 3       | 4       | 3       | 3       | 3       | 1       | 2       | 4       | 2       | 2       | 3       |
| Santa Fe               | 6       | 7       | 7       | 9       | 12      | 12      | 10      | 11      | 13      | 7       | 5       | 5       | 5       | 6       | 7       | 6       | 7       | 6       | 6       | 4       |
| Junior                 | 7       | 2       | 2       | 3       | 4       | 1       | 1       | 1       | 1       | 1       | 2       | 4       | 4       | 4       | 4       | 5       | 3       | 4       | 4       | 5       |
| Rionegro Águilas       | 2       | 8       | 11      | 14      | 10      | 6       | 7       | 5       | 2       | 2       | 3       | 1       | 1       | 1       | 2       | 4       | 5       | 5       | 5       | 6       |
| Deportivo Cali         | 18      | 11      | 8       | 6       | 3       | 5       | 5       | 3       | 5       | 5       | 7       | 8       | 8       | 8       | 8       | 8       | 8       | 8       | 8       | 7       |
| Cortuluá               | 1       | 3       | 9       | 11      | 9       | 10      | 11      | 12      | 8       | 12      | 12      | 9       | 7       | 7       | 6       | 7       | 6       | 7       | 7       | 8       |
| Patriotas              | 19      | 16      | 18      | 12      | 15      | 16      | 14      | 15      | 12      | 14      | 16      | 13      | 11      | 10      | 9       | 9       | 9       | 9       | 10      | 9       |
| Once Caldas            | 12      | 5       | 3       | 5       | 2       | 2       | 6       | 8       | 9       | 11      | 11      | 12      | 10      | 9       | 10      | 10      | 10      | 10      | 9       | 10      |
| Deportivo Pasto        | 10      | 6       | 6       | 8       | 8       | 9       | 9       | 7       | 10      | 8       | 6       | 7       | 9       | 11      | 11      | 11      | 12      | 12      | 11      | 11      |
| Deportes Tolima        | 20      | 20      | 20      | 17      | 18      | 13      | 15      | 16      | 18      | 16      | 15      | 16      | 13      | 12      | 12      | 14      | 13      | 13      | 12      | 12      |
| Atlético Bucaramanga   | 9       | 12      | 12      | 10      | 11      | 11      | 12      | 9       | 11      | 9       | 10      | 11      | 12      | 13      | 13      | 13      | 15      | 14      | 13      | 13      |
| Jaguares               | 5       | 9       | 13      | 13      | 16      | 14      | 13      | 13      | 16      | 18      | 17      | 17      | 16      | 16      | 14      | 12      | 11      | 11      | 14      | 14      |
| Envigado F. C.         | 12      | 15      | 16      | 19      | 14      | 17      | 16      | 17      | 20      | 19      | 20      | 20      | 18      | 20      | 20      | 18      | 16      | 17      | 15      | 15      |
| Atlético Huila         | 14      | 10      | 4       | 1       | 6       | 8       | 8       | 10      | 7       | 10      | 9       | 10      | 14      | 14      | 15      | 17      | 18      | 16      | 16      | 16      |
| La Equidad             | 10      | 13      | 14      | 16      | 13      | 15      | 17      | 18      | 15      | 13      | 13      | 14      | 17      | 17      | 17      | 16      | 14      | 15      | 17      | 17      |
| Boyacá Chicó           | 15      | 18      | 17      | 18      | 19      | 19      | 18      | 20      | 19      | 14      | 14      | 15      | 15      | 15      | 16      | 15      | 17      | 18      | 18      | 18      |
| Alianza Petrolera      | 17      | 19      | 19      | 20      | 20      | 20      | 19      | 19      | 17      | 20      | 19      | 19      | 20      | 19      | 19      | 20      | 20      | 20      | 20      | 19      |
| Fortaleza CEIF         | 15      | 17      | 15      | 15      | 17      | 18      | 20      | 14      | 14      | 17      | 18      | 18      | 19      | 18      | 18      | 19      | 19      | 19      | 19      | 20      |

### Resultados
- La hora de cada encuentro corresponde al huso horario que rige a Colombia (UTC-5)

Nota: Los horarios y partidos de televisión se definen la semana previa a cada jornada. Los canales Win Sports y RCN Televisión son los medios de difusión por televisión autorizado por la Dimayor para la transmisión por cable de todos los partidos de cada jornada.
| Fortaleza            | 1 : 2 | Jaguares               | Metropolitano de Techo         | 29 de enero | 19:45 | Win Sports |
| Once Caldas          | 0 : 0 | Deportivo Pasto        | Palogrande                     | 30 de enero | 14:00 | Win Sports |
| Deportes Tolima      | 0 : 3 | Rionegro Águilas       | Manuel Murillo Toro            | 30 de enero | 16:00 | Win Sports |
| Cortuluá             | 4 : 1 | Deportivo Cali         | Doce de Octubre                | 30 de enero | 17:00 | RCN        |
| Boyacá Chicó         | 0 : 1 | Santa Fe               | La Independencia               | 30 de enero | 18:00 | Win Sports |
| Junior               | 1 : 0 | Atlético Huila         | Metropolitano Roberto Meléndez | 30 de enero | 20:00 | Win Sports |
| Atlético Bucaramanga | 2 : 2 | Independiente Medellín | Alfonso López                  | 31 de enero | 15:15 | Win Sports |
| Atlético Nacional    | 3 : 1 | Alianza Petrolera      | Atanasio Girardot              | 31 de enero | 17:00 | RCN        |
| Envigado F. C.       | 0 : 0 | La Equidad             | Polideportivo Sur              | 31 de enero | 17:30 | Win Sports |
| Millonarios          | 3 : 0 | Patriotas              | Nemesio Camacho El Campín      | 31 de enero | 19:30 | Win Sports |

| La Equidad             | 0 : 0 | Cortuluá             | Metropolitano de Techo    | 5 de febrero | 19:45 | Win Sports |
| Atlético Huila         | 1 : 0 | Envigado F. C.       | Guillermo Plazas Alcid    | 6 de febrero | 15:15 | Win Sports |
| Independiente Medellín | 0 : 1 | Junior               | Atanasio Girardot         | 6 de febrero | 17:00 | RCN        |
| Patriotas              | 3 : 3 | Atlético Bucaramanga | La Independencia          | 6 de febrero | 17:30 | Win Sports |
| Alianza Petrolera      | 1 : 3 | Once Caldas          | Daniel Villa Zapata       | 6 de febrero | 19:45 | Win Sports |
| Jaguares               | 0 : 3 | Atlético Nacional    | Jaraguay                  | 7 de febrero | 15:15 | Win Sports |
| Deportivo Cali         | 5 : 1 | Deportes Tolima      | Deportivo Cali            | 7 de febrero | 17:00 | RCN        |
| Deportivo Pasto        | 2 : 0 | Boyacá Chicó         | Departamental Libertad    | 7 de febrero | 17:30 | Win Sports |
| Santa Fe               | 0 : 0 | Millonarios          | Nemesio Camacho El Campín | 7 de febrero | 19:30 | Win Sports |
| Rionegro Águilas       | 3 : 2 | Fortaleza            | Alberto Grisales          | 23 de marzo  | 17:00 | Win Sports |

| Fortaleza            | 2 : 1 | Deportes Tolima        | Metropolitano de Techo         | 13 de febrero | 14:00 | Win Sports |
| Cortuluá             | 0 : 3 | Atlético Huila         | Doce de Octubre                | 13 de febrero | 16:00 | Win Sports |
| Millonarios          | 1 : 1 | Deportivo Pasto        | Nemesio Camacho El Campín      | 13 de febrero | 17:00 | RCN        |
| Once Caldas          | 4 : 0 | Jaguares               | Palogrande                     | 13 de febrero | 18:00 | Win Sports |
| Atlético Nacional    | 1 : 0 | Rionegro Águilas       | Atanasio Girardot              | 13 de febrero | 20:00 | Win Sports |
| La Equidad           | 1 : 1 | Deportivo Cali         | Metropolitano de Techo         | 14 de febrero | 14:00 | Win Sports |
| Boyacá Chicó         | 1 : 1 | Alianza Petrolera      | La Independencia               | 14 de febrero | 16:00 | Win Sports |
| Envigado F. C.       | 0 : 1 | Independiente Medellín | Polideportivo Sur              | 14 de febrero | 17:00 | RCN        |
| Junior               | 1 : 0 | Patriotas              | Metropolitano Roberto Meléndez | 14 de febrero | 18:00 | Win Sports |
| Atlético Bucaramanga | 0 : 0 | Santa Fe               | Álvaro Gómez Hurtado           | 14 de febrero | 20:00 | Win Sports |

| Deportes Tolima        | 2 : 0 | Atlético Nacional    | Manuel Murillo Toro       | 16 de febrero | 19:45 | Win Sports         |
| Atlético Huila         | 3 : 1 | La Equidad           | Guillermo Plazas Alcid    | 17 de febrero | 15:15 | winsports.co       |
| Jaguares               | 1 : 1 | Boyacá Chicó         | Jaraguay                  | 17 de febrero | 15:30 | Win Sports         |
| Deportivo Pasto        | 0 : 0 | Atlético Bucaramanga | Departamental Libertad    | 17 de febrero | 18:00 | Win Sports         |
| Independiente Medellín | 2 : 0 | Cortuluá             | Atanasio Girardot         | 17 de febrero | 20:00 | Win Sports         |
| Deportivo Cali         | 1 : 0 | Fortaleza            | Deportivo Cali            | 17 de febrero | 20:00 | Win Sports Alterno |
| Patriotas              | 2 : 1 | Envigado F.C.        | La Independencia          | 18 de febrero | 16:00 | Win Sports         |
| Alianza Petrolera      | 0 : 2 | Millonarios          | Daniel Villa Zapata       | 18 de febrero | 20:00 | Win Sports         |
| Santa Fe               | 3 : 2 | Junior               | Nemesio Camacho El Campín | 23 de marzo   | 19:00 | Win Sports         |
| Rionegro Águilas       | 1 : 1 | Once Caldas          | Alberto Grisales          | 27 de marzo   | 17:00 | Win Sports         |

| La Equidad           | 2 : 2 | Independiente Medellín | Metropolitano de Techo         | 20 de febrero | 15:15 | Win Sports |
| Deportivo Cali       | 5 : 1 | Atlético Huila         | Deportivo Cali                 | 20 de febrero | 17:00 | RCN        |
| Once Caldas          | 3 : 2 | Deportes Tolima        | Palogrande                     | 20 de febrero | 17:30 | Win Sports |
| Junior               | 2 : 2 | Deportivo Pasto        | Metropolitano Roberto Meléndez | 20 de febrero | 19:45 | Win Sports |
| Cortuluá             | 2 : 1 | Patriotas              | Doce de Octubre                | 21 de febrero | 16:00 | Win Sports |
| Boyacá Chicó         | 0 : 2 | Rionegro Águilas       | La Independencia               | 21 de febrero | 17:00 | Sin TV     |
| Millonarios          | 2 : 0 | Jaguares               | Nemesio Camacho El Campín      | 21 de febrero | 17:00 | RCN        |
| Atlético Bucaramanga | 1 : 1 | Alianza Petrolera      | Álvaro Gómez Hurtado           | 21 de febrero | 18:00 | Win Sports |
| Envigado F. C.       | 2 : 1 | Santa Fe               | Polideportivo Sur              | 21 de febrero | 20:00 | Win Sports |
| Atlético Nacional    | 4 : 1 | Fortaleza              | Atanasio Girardot              | 6 de abril    | 19:45 | Win Sports |

| Fortaleza         | 1 : 1 | Once Caldas            | Metropolitano de Techo    | 23 de febrero | 19:45 | Win Sports         |
| Atlético Huila    | 0 : 3 | Independiente Medellín | Guillermo Plazas Alcid    | 24 de febrero | 15:30 | Win Sports         |
| Jaguares          | 1 : 1 | Atlético Bucaramanga   | Jaraguay                  | 24 de febrero | 15:30 | Win Sports Alterno |
| Patriotas         | 0 : 0 | La Equidad             | La Independencia          | 24 de febrero | 18:00 | Sin TV             |
| Rionegro Águilas  | 2 : 1 | Millonarios            | Alberto Grisales          | 24 de febrero | 18:00 | Win Sports         |
| Santa Fe          | 1 : 1 | Cortuluá               | Nemesio Camacho El Campín | 24 de febrero | 20:00 | Win Sports         |
| Deportes Tolima   | 2 : 1 | Boyacá Chicó           | Manuel Murillo Toro       | 24 de febrero | 20:00 | Win Sports Alterno |
| Deportivo Pasto   | 2 : 2 | Envigado F. C.         | Departamental Libertad    | 25 de febrero | 18:00 | Win Sports         |
| Alianza Petrolera | 1 : 2 | Junior                 | Daniel Villa Zapata       | 25 de febrero | 20:00 | Win Sports         |
| Atlético Nacional | 2 : 1 | Deportivo Cali         | Atanasio Girardot         | 27 de marzo   | 17:00 | RCN                |

| Boyacá Chicó           | 1 : 0 | Fortaleza         | La Independencia               | 27 de febrero | 14:00 | Win Sports         |
| Atlético Bucaramanga   | 0 : 0 | Rionegro Águilas  | Álvaro Gómez Hurtado           | 27 de febrero | 16:00 | Win Sports         |
| La Equidad             | 0 : 2 | Santa Fe          | Estadio de Techo               | 27 de febrero | 18:00 | Win Sports         |
| Once Caldas            | 0 : 3 | Atlético Nacional | Palogrande                     | 27 de febrero | 20:00 | Win Sports         |
| Envigado F.C.          | 0 : 1 | Alianza Petrolera | Polideportivo Sur              | 28 de febrero | 15:00 | Win Sports         |
| Junior                 | 1 : 0 | Jaguares          | Metropolitano Roberto Meléndez | 28 de febrero | 15:00 | RCN                |
| Atlético Huila         | 0 : 0 | Patriotas         | Guillermo Plazas Alcid         | 28 de febrero | 15:15 | Win Sports Alterno |
| Millonarios            | 2 : 1 | Deportes Tolima   | Nemesio Camacho El Campín      | 28 de febrero | 17:00 | RCN                |
| Independiente Medellín | 1 : 1 | Deportivo Cali    | Atanasio Girardot              | 28 de febrero | 17:00 | Win Sports         |
| Cortuluá               | 1 : 1 | Deportivo Pasto   | Doce de Octubre                | 28 de febrero | 19:00 | Win Sports         |

| Jaguares          | 1 : 0 | Envigado F.C.          | Jaraguay                  | 5 de marzo  | 15:15 | Win Sports |
| Atlético Nacional | 2 : 0 | Boyacá Chicó           | Atanasio Girardot         | 5 de marzo  | 17:00 | RCN        |
| Deportivo Pasto   | 2 : 1 | La Equidad             | Departamental Libertad    | 5 de marzo  | 17:30 | Win Sports |
| Deportes Tolima   | 1 : 2 | Atlético Bucaramanga   | Manuel Murillo Toro       | 5 de marzo  | 19:45 | Win Sports |
| Rionegro Águilas  | 2 : 1 | Junior                 | Alberto Grisales          | 6 de marzo  | 14:00 | Win Sports |
| Alianza Petrolera | 1 : 1 | Cortuluá               | Daniel Villa Zapata       | 6 de marzo  | 16:00 | Win Sports |
| Fortaleza         | 2 : 0 | Millonarios            | Metropolitano de Techo    | 6 de marzo  | 17:00 | RCN        |
| Patriotas         | 0 : 0 | Independiente Medellín | La Independencia          | 6 de marzo  | 18:00 | Win Sports |
| Deportivo Cali    | 1 : 0 | Once Caldas            | Deportivo Cali            | 6 de marzo  | 20:00 | Win Sports |
| Santa Fe          | 1 : 0 | Atlético Huila         | Nemesio Camacho El Campín | 27 de marzo | 19:00 | Win Sports |

| La Equidad             | 3 : 1 | Alianza Petrolera | Metropolitano de Techo         | 12 de marzo | 14:00 | Win Sports |
| Envigado F. C.         | 2 : 3 | Rionegro Águilas  | Polideportivo Sur              | 12 de marzo | 16:00 | Win Sports |
| Independiente Medellín | 2 : 1 | Santa Fe          | Atanasio Girardot              | 12 de marzo | 17:00 | RCN        |
| Patriotas              | 2 : 1 | Deportivo Cali    | La Independencia               | 12 de marzo | 18:00 | Win Sports |
| Once Caldas            | 0 : 0 | Boyacá Chicó      | Palogrande                     | 12 de marzo | 20:00 | Win Sports |
| Atlético Huila         | 4 : 0 | Deportivo Pasto   | Guillermo Plazas Alcid         | 13 de marzo | 15:15 | Win Sports |
| Atlético Bucaramanga   | 0 : 0 | Fortaleza         | Alfonso López                  | 13 de marzo | 15:15 | Sin TV     |
| Cortuluá               | 2 : 0 | Jaguares          | Doce de Octubre                | 13 de marzo | 17:30 | Win Sports |
| Junior                 | 2 : 1 | Deportes Tolima   | Metropolitano Roberto Meléndez | 13 de marzo | 19:45 | Win Sports |
| Millonarios            | 2 : 1 | Atlético Nacional | Nemesio Camacho El Campín      | 31 de marzo | 19:45 | Win Sports |

| Jaguares               | 0 : 2 | Junior               | Jaraguay                  | 19 de marzo | 15:15 | Win Sports |
| Deportivo Pasto        | 1 : 0 | Once Caldas          | Departamental Libertad    | 19 de marzo | 17:00 | RCN        |
| Fortaleza              | 0 : 1 | La Equidad           | Metropolitano de Techo    | 19 de marzo | 17:30 | Win Sports |
| Rionegro Águilas       | 1 : 1 | Envigado F. C.       | Alberto Grisales          | 19 de marzo | 19:45 | Win Sports |
| Independiente Medellín | 1 : 1 | Atlético Nacional    | Atanasio Girardot         | 20 de marzo | 15:15 | Win Sports |
| Millonarios            | 2 : 0 | Santa Fe             | Nemesio Camacho El Campín | 20 de marzo | 17:00 | RCN        |
| Deportivo Cali         | 3 : 2 | Cortuluá             | Deportivo Cali            | 20 de marzo | 17:30 | Win Sports |
| Deportes Tolima        | 1 : 0 | Atlético Huila       | Manuel Murillo Toro       | 20 de marzo | 19:00 | Win Sports |
| Boyacá Chicó           | 1 : 0 | Patriotas            | La Independencia          | 21 de marzo | 15:15 | Win Sports |
| Alianza Petrolera      | 3 : 6 | Atlético Bucaramanga | Daniel Villa Zapata       | 21 de marzo | 17:30 | Win Sports |

| Deportes Tolima   | 2 : 1 | Envigado F. C.         | Manuel Murillo Toro       | 2 de abril | 10:00 | Win Sports |
| Boyacá Chicó      | 1 : 0 | Deportivo Cali         | La Independencia          | 2 de abril | 12:00 | Win Sports |
| Rionegro Águilas  | 2 : 1 | Cortuluá               | Alberto Grisales          | 2 de abril | 14:00 | Win Sports |
| Santa Fe          | 1 : 0 | Patriotas              | Nemesio Camacho El Campín | 2 de abril | 16:00 | RCN        |
| Deportivo Pasto   | 1 : 0 | Independiente Medellín | Departamental Libertad    | 2 de abril | 16:00 | Win Sports |
| Jaguares          | 1 : 1 | La Equidad             | Jaraguay                  | 3 de abril | 10:00 | Win Sports |
| Fortaleza         | 1 : 2 | Junior                 | Metropolitano de Techo    | 3 de abril | 12:00 | Win Sports |
| Once Caldas       | 0 : 1 | Millonarios            | Palogrande                | 3 de abril | 14:00 | Win Sports |
| Alianza Petrolera | 0 : 0 | Atlético Huila         | Daniel Villa Zapata       | 3 de abril | 16:00 | Win Sports |
| Atlético Nacional | 7 : 0 | Atlético Bucaramanga   | Atanasio Girardot         | 3 de abril | 16:00 | RCN        |

| Cortuluá               | 3 : 1 | Deportes Tolima   | Doce de Octubre                | 9 de abril  | 10:00 | Win Sports |
| Patriotas              | 2 : 1 | Deportivo Pasto   | La Independencia               | 9 de abril  | 12:05 | Win Sports |
| Millonarios            | 3 : 1 | Boyacá Chicó      | Nemesio Camacho El Campín      | 9 de abril  | 14:00 | RCN        |
| Independiente Medellín | 4 : 2 | Alianza Petrolera | Atanasio Girardot              | 9 de abril  | 14:00 | Win Sports |
| Junior                 | 3 : 3 | Atlético Nacional | Metropolitano Roberto Meléndez | 9 de abril  | 16:15 | Win Sports |
| Atlético Huila         | 0 : 1 | Jaguares          | Guillermo Plazas Alcid         | 10 de abril | 10:00 | Win Sports |
| La Equidad             | 2 : 3 | Rionegro Águilas  | Metropolitano de Techo         | 10 de abril | 12:05 | Win Sports |
| Envigado F. C.         | 4 : 0 | Fortaleza         | Polideportivo Sur              | 10 de abril | 14:10 | Win Sports |
| Deportivo Cali         | 3 : 4 | Santa Fe          | Deportivo Cali                 | 10 de abril | 16:00 | RCN        |
| Atlético Bucaramanga   | 0 : 3 | Once Caldas       | Álvaro Gómez Hurtado           | 10 de abril | 16:10 | Win Sports |

| Jaguares          | 2 : 2 | Independiente Medellín | Jaraguay                  | 16 de abril | 10:00 | Win Sports |
| Fortaleza         | 0 : 1 | Cortuluá               | Metropolitano de Techo    | 16 de abril | 12:00 | Win Sports |
| Boyacá Chicó      | 1 : 1 | Atlético Bucaramanga   | La Independencia          | 16 de abril | 14:00 | Win Sports |
| Alianza Petrolera | 0 : 1 | Patriotas              | Daniel Villa Zapata       | 16 de abril | 16:00 | Win Sports |
| Atlético Nacional | 3 : 2 | Envigado F. C.         | Atanasio Girardot         | 16 de abril | 16:00 | RCN        |
| Deportivo Cali    | 1 : 1 | Millonarios            | Deportivo Cali            | 17 de abril | 10:00 | Win Sports |
| Santa Fe          | 2 : 1 | Deportivo Pasto        | Nemesio Camacho El Campín | 17 de abril | 12:00 | Win Sports |
| Deportes Tolima   | 1 : 0 | La Equidad             | Manuel Murillo Toro       | 17 de abril | 14:00 | Win Sports |
| Rionegro Águilas  | 3 : 1 | Atlético Huila         | Alberto Grisales          | 17 de abril | 16:00 | RCN        |
| Once Caldas       | 0 : 0 | Junior                 | Palogrande                | 17 de abril | 16:00 | Win Sports |

| Envigado F. C.         | 0 : 1 | Once Caldas       | Polideportivo Sur              | 22 de abril | 19:45 | Win Sports         |
| Patriotas              | 2 : 0 | Jaguares          | La Independencia               | 23 de abril | 14:00 | Win Sports         |
| Junior                 | 1 : 1 | Boyacá Chicó      | Metropolitano Roberto Meléndez | 23 de abril | 16:00 | Win Sports         |
| Cortuluá               | 2 : 0 | Atlético Nacional | Doce de Octubre                | 23 de abril | 17:00 | RCN                |
| Atlético Bucaramanga   | 1 : 1 | Millonarios       | Álvaro Gómez Hurtado           | 23 de abril | 20:00 | Win Sports         |
| Atlético Huila         | 0 : 2 | Deportes Tolima   | Guillermo Plazas Alcid         | 24 de abril | 15:15 | Win Sports         |
| Santa Fe               | 0 : 1 | Alianza Petrolera | Nemesio Camacho El Campín      | 24 de abril | 17:00 | RCN                |
| La Equidad             | 0 : 1 | Fortaleza         | Metropolitano de Techo         | 24 de abril | 17:30 | Win Sports Alterno |
| Independiente Medellín | 2 : 0 | Rionegro Águilas  | Atanasio Girardot              | 24 de abril | 17:30 | Win Sports         |
| Deportivo Pasto        | 0 : 1 | Deportivo Cali    | Departamental Libertad         | 24 de abril | 19:30 | Win Sports         |

| Boyacá Chicó         | 1 : 1 | Envigado F. C.         | La Independencia          | 26 de abril | 18:00 | Win Sports         |
| Once Caldas          | 1 : 3 | Cortuluá               | Palogrande                | 26 de abril | 20:00 | Win Sports         |
| Rionegro Águilas     | 0 : 1 | Patriotas              | Alberto Grisales          | 27 de abril | 18:00 | Win Sports Alterno |
| Alianza Petrolera    | 2 : 2 | Deportivo Pasto        | Daniel Villa Zapata       | 27 de abril | 18:00 | Win Sports         |
| Millonarios          | 3 : 1 | Junior                 | Nemesio Camacho El Campín | 27 de abril | 20:00 | Win Sports         |
| Jaguares             | 2 : 1 | Santa Fe               | Jaraguay                  | 28 de abril | 9:00  | Win Sports         |
| Fortaleza            | 1 : 1 | Atlético Huila         | Metropolitano de Techo    | 28 de abril | 15:30 | Win Sports         |
| Atlético Bucaramanga | 1 : 1 | Deportivo Cali         | Álvaro Gómez Hurtado      | 28 de abril | 18:00 | Win Sports         |
| Deportes Tolima      | 1 : 2 | Independiente Medellín | Manuel Murillo Toro       | 28 de abril | 20:00 | Win Sports         |
| Atlético Nacional    | 3 : 0 | La Equidad             | Atanasio Girardot         | 25 de mayo  | 19:45 | Win Sports         |

| La Equidad             | 3 : 2 | Once Caldas          | Metropolitano de Techo         | 30 de abril | 14:00 | Win Sports         |
| Envigado F. C.         | 2 : 0 | Millonarios          | Polideportivo Sur              | 30 de abril | 17:00 | RCN                |
| Santa Fe               | 1 : 0 | Rionegro Águilas     | Nemesio Camacho El Campín      | 30 de abril | 20:00 | Win Sports         |
| Cortuluá               | 2 : 2 | Boyacá Chicó         | Doce de Octubre                | 1 de mayo   | 09:00 | Sin TV             |
| Patriotas              | 2 : 1 | Deportes Tolima      | La Independencia               | 1 de mayo   | 13:15 | Win Sports         |
| Atlético Huila         | 0 : 1 | Atlético Nacional    | Guillermo Plazas Alcid         | 1 de mayo   | 15:15 | Win Sports         |
| Junior                 | 1 : 1 | Atlético Bucaramanga | Metropolitano Roberto Meléndez | 1 de mayo   | 17:00 | RCN                |
| Deportivo Pasto        | 0 : 1 | Jaguares             | Departamental Libertad         | 1 de mayo   | 17:30 | Win Sports Alterno |
| Deportivo Cali         | 3 : 2 | Alianza Petrolera    | Deportivo Cali                 | 1 de mayo   | 17:30 | Win Sports         |
| Independiente Medellín | 3 : 0 | Fortaleza            | Atanasio Girardot              | 1 de mayo   | 19:30 | Win Sports         |

| Fortaleza            | 3 : 2 | Patriotas              | Metropolitano de Techo         | 7 de mayo | 14:00 | Win Sports |
| Jaguares             | 2 : 1 | Alianza Petrolera      | Jaraguay                       | 7 de mayo | 16:00 | Win Sports |
| Atlético Nacional    | 1 : 2 | Independiente Medellín | Atanasio Girardot              | 7 de mayo | 17:00 | RCN        |
| Millonarios          | 1 : 2 | Cortuluá               | Nemesio Camacho El Campín      | 7 de mayo | 18:00 | Win Sports |
| Junior               | 2 : 0 | Deportivo Cali         | Metropolitano Roberto Meléndez | 7 de mayo | 20:00 | Win Sports |
| Boyacá Chicó         | 3 : 4 | La Equidad             | La Independencia               | 8 de mayo | 14:00 | Win Sports |
| Rionegro Águilas     | 1 : 1 | Deportivo Pasto        | Alberto Grisales               | 8 de mayo | 16:00 | Win Sports |
| Deportes Tolima      | 2 : 2 | Santa Fe               | Manuel Murillo Toro            | 8 de mayo | 17:00 | RCN        |
| Atlético Bucaramanga | 0 : 1 | Envigado F. C.         | Álvaro Gómez Hurtado           | 8 de mayo | 18:00 | Win Sports |
| Once Caldas          | 3 : 0 | Atlético Huila         | Palogrande                     | 8 de mayo | 20:00 | Win Sports |

| Alianza Petrolera      | 2 : 1 | Rionegro Águilas     | Daniel Villa Zapata       | 13 de mayo | 18:00 | Win Sports |
| Deportivo Pasto        | 1 : 1 | Deportes Tolima      | Departamental Libertad    | 13 de mayo | 20:00 | Win Sports |
| Atlético Huila         | 3 : 1 | Boyacá Chicó         | Guillermo Plazas Alcid    | 14 de mayo | 15:00 | Win Sports |
| Independiente Medellín | 2 : 1 | Once Caldas          | Atanasio Girardot         | 14 de mayo | 17:00 | RCN        |
| Santa Fe               | 4 : 0 | Fortaleza            | Nemesio Camacho El Campín | 14 de mayo | 17:00 | Win Sports |
| Envigado F. C.         | 1 : 1 | Junior               | Polideportivo Sur         | 14 de mayo | 19:00 | Win Sports |
| Patriotas              | 2 : 2 | Atlético Nacional    | La Independencia          | 15 de mayo | 15:15 | Win Sports |
| La Equidad             | 0 : 3 | Millonarios          | Nemesio Camacho El Campín | 15 de mayo | 17:00 | RCN        |
| Deportivo Cali         | 3 : 2 | Jaguares             | Deportivo Cali            | 15 de mayo | 17:30 | Win Sports |
| Cortuluá               | 0 : 0 | Atlético Bucaramanga | Doce de Octubre           | 15 de mayo | 19:00 | Win Sports |

| Fortaleza            | 0 : 1 | Deportivo Pasto        | Metropolitano de Techo         | 20 de mayo | 18:00 | Win Sports |
| Rionegro Águilas     | 2 : 0 | Jaguares               | Alberto Grisales               | 21 de mayo | 14:00 | Win Sports |
| Deportes Tolima      | 2 : 1 | Alianza Petrolera      | Manuel Murillo Toro            | 21 de mayo | 16:00 | Win Sports |
| Envigado F. C.       | 0 : 0 | Deportivo Cali         | Polideportivo Sur              | 21 de mayo | 17:00 | RCN        |
| Junior               | 2 : 1 | Cortuluá               | Metropolitano Roberto Meléndez | 21 de mayo | 18:00 | Win Sports |
| Millonarios          | 2 : 1 | Atlético Huila         | Nemesio Camacho El Campín      | 21 de mayo | 20:00 | Win Sports |
| Boyacá Chicó         | 1 : 1 | Independiente Medellín | La Independencia               | 22 de mayo | 15:15 | Win Sports |
| Atlético Nacional    | 0 : 1 | Santa Fe               | Atanasio Girardot              | 22 de mayo | 17:00 | RCN        |
| Once Caldas          | 3 : 1 | Patriotas              | Palogrande                     | 22 de mayo | 17:30 | Win Sports |
| Atlético Bucaramanga | 2 : 1 | La Equidad             | Álvaro Gómez Hurtado           | 22 de mayo | 19:30 | Win Sports |

| Alianza Petrolera      | 2 : 1 | Fortaleza            | Daniel Villa Zapata       | 27 de mayo | 18:00 | Win Sports         |
| Cortuluá               | 1 : 1 | Envigado F. C.       | Doce de Octubre           | 27 de mayo | 20:00 | Win Sports         |
| La Equidad             | 0 : 0 | Junior               | Metropolitano de Techo    | 28 de mayo | 18:00 | winsports.co       |
| Patriotas              | 1 : 0 | Boyacá Chicó         | La Independencia          | 28 de mayo | 18:00 | Sin TV             |
| Santa Fe               | 2 : 0 | Once Caldas          | Nemesio Camacho El Campín | 28 de mayo | 18:00 | RCN                |
| Deportivo Pasto        | 0 : 2 | Atlético Nacional    | Departamental Libertad    | 28 de mayo | 18:00 | Win Sports Alterno |
| Deportivo Cali         | 3 : 1 | Rionegro Águilas     | Deportivo Cali            | 28 de mayo | 18:00 | Win Sports         |
| Independiente Medellín | 1 : 0 | Millonarios          | Atanasio Girardot         | 28 de mayo | 20:00 | Win Sports         |
| Atlético Huila         | 0 : 0 | Atlético Bucaramanga | Guillermo Plazas Alcid    | 29 de mayo | 15:15 | Win Sports         |
| Jaguares               | 0 : 0 | Deportes Tolima      | Jaraguay                  | 29 de mayo | 15:15 | Win Sports Alterno |

## Fase final
Para la segunda fase del torneo, los cuartos de final, clasificaron los mejores ocho ubicados en la tabla del Todos contra todos. Estos ocho equipos se dividirán en cuatro llaves: llave A, B, C y D, los ubicados del primer (1°) al cuarto (4°) puesto fueron ubicados respectivamente en dichas llaves, con la ventaja de que el juego de vuelta lo disputarán en condición de local. Los rivales de estos cuatro equipos saldrán de los ubicados del quinto (5°) al octavo (8°) puesto, los cuales sortearán su ubicación en las llaves A, B, C y D. Tras esto, en las semifinales se enfrentarán los ganadores de cada llave de esta manera: Llave A vs. Llave D y Llave B vs. Llave C, definiendo como local el equipo con mejor puntaje en la reclasificación, y de igual forma será definida la localía de cada partido en la final.
El sorteo de los cuartos de final se llevó a cabo el 29 de mayo a las 19:30 de Colombia, una vez finalizó la vigésima fecha del torneo y se dio por terminada la fase de todos contra todos.

### Cuadro final
|  | Cuartos de final       | Cuartos de final | Cuartos de final |       |                             | Semifinales      | Semifinales      | Semifinales      |  |  | Final                  | Final            | Final            |
|  | 1 al 5 de junio        | 1 al 5 de junio  | 1 al 5 de junio  |       |                             | 8 al 12 de junio | 8 al 12 de junio | 8 al 12 de junio |  |  | 15 y 19 de junio       | 15 y 19 de junio | 15 y 19 de junio |
|  |                        |                  |                  |       |                             |                  |                  |                  |  |  |                        |                  |                  |
|  | Independiente Medellín | 1                | 2                |       |                             |                  |                  |                  |  |  |                        |                  |                  |
|  | Deportivo Cali         | 2                | 0                |       |                             |                  |                  |                  |  |  |                        |                  |                  |
|  | Deportivo Cali         | 2                | 0                |       | Independiente Medellín (p.) | 2                | 1 (8)            |                  |  |  |                        |                  |                  |
|  |                        |                  |                  |       | Independiente Medellín (p.) | 2                | 1 (8)            |                  |  |  |                        |                  |                  |
|  |                        | Cortuluá         | 1                | 2 (7) |                             |                  |                  |                  |  |  |                        |                  |                  |
|  | Santa Fe               | Cortuluá         | 1                | 2 (7) | 1                           | 1                |                  |                  |  |  |                        |                  |                  |
|  | Santa Fe               |                  |                  |       | 1                           | 1                |                  |                  |  |  |                        |                  |                  |
|  | Cortuluá               | 2                | 1                |       |                             |                  |                  |                  |  |  |                        |                  |                  |
|  |                        |                  |                  |       |                             |                  |                  |                  |  |  | Independiente Medellín | 1                | 2                |
|  |                        |                  | Junior           | 1     | 0                           |                  |                  |                  |  |  |                        |                  |                  |
|  | Atlético Nacional (p.) | 1                | 1 (5)            |       |                             |                  |                  |                  |  |  |                        |                  |                  |
|  | Rionegro Águilas       | 1                | 1 (4)            |       |                             |                  |                  |                  |  |  |                        |                  |                  |
|  | Rionegro Águilas       | 1                | 1 (4)            |       | Atlético Nacional           | 1                | 0 (2)            |                  |  |  |                        |                  |                  |
|  |                        |                  |                  |       | Atlético Nacional           | 1                | 0 (2)            |                  |  |  |                        |                  |                  |
|  |                        | Junior (p.)      | 1                | 0 (4) |                             |                  |                  |                  |  |  |                        |                  |                  |
|  | Millonarios            | Junior (p.)      | 1                | 0 (4) | 0                           | 4 (2)            |                  |                  |  |  |                        |                  |                  |
|  | Millonarios            |                  |                  |       | 0                           | 4 (2)            |                  |                  |  |  |                        |                  |                  |
|  | Junior (p.)            | 2                | 2 (4)            |       |                             |                  |                  |                  |  |  |                        |                  |                  |

- Nota : El equipo ubicado en la primera línea de cada llave es el que ejerce la localía en el partido de vuelta.
- En adelante, la hora de cada encuentro corresponde a la hora legal de Colombia (UTC-5).

### Cuartos de final
| 2 de junio de 2016, 18:00 | Deportivo Cali                  | 2:1 (2:0) | Independiente Medellín | Estadio Deportivo Cali, Palmira |                            |
|                           | Preciado 19' · Santos Borré 25' | Reporte   | Hernández 64'          | Árbitro(s): Harold Perilla      | Árbitro(s): Harold Perilla |

| 5 de junio de 2016, 15:00 | Independiente Medellín    | 2:0 (1:0) | Deportivo Cali | Estadio Atanasio Girardot, Medellín |                            |
|                           | Hechalar 14' · Molina 63' | Reporte   |                | Árbitro(s): Harold Perilla          | Árbitro(s): Harold Perilla |

| 1 de junio de 2016, 20:00 | Cortuluá             | 2:1 (1:0) | Santa Fe  | Estadio Doce de Octubre, Tuluá |                          |
|                           | Borja 21' (pen.) 63' | Reporte   | Otero 55' | Árbitro(s): Carlos Anaya       | Árbitro(s): Carlos Anaya |

| 4 de junio de 2016, 18:30 | Santa Fe     | 1:1 (1:0) | Cortuluá  | Estadio Nemesio Camacho El Campín, Bogotá |                             |
|                           | Mosquera 22' | Reporte   | Borja 85' | Árbitro(s): Gustavo Murillo               | Árbitro(s): Gustavo Murillo |

| 1 de junio de 2016, 18:00 | Rionegro Águilas | 1:1 (1:1) | Atlético Nacional | Estadio Alberto Grisales, Rionegro |                             |
|                           | Álvarez 6'       | Reporte   | Ibargüen 23'      | Árbitro(s): Gustavo Murillo        | Árbitro(s): Gustavo Murillo |

| 4 de junio de 2016, 17:00 | Atlético Nacional                                                   | 1:1 (1:1) (5:4 p.)         | Rionegro Águilas                                              | Estadio Atanasio Girardot, Medellín |                           |
|                           | Ibarbo 41'                                                          | Reporte                    | Palomino 19'                                                  | Árbitro(s): Nicolás Gallo           | Árbitro(s): Nicolás Gallo |
|                           |                                                                     | Tiros desde el punto penal |                                                               |                                     |                           |
|                           | Henríquez · Nieto · Rodríguez · Sánchez · Ibarbo · Mejía · Cárdenas |                            | Palomino · López · Rodríguez · Díaz · Páez · Chará · Mosquera |                                     |                           |

| 2 de junio de 2016, 20:00 | Junior                    | 2:0 (1:0) | Millonarios | Estadio Metropolitano Roberto Meléndez, Barranquilla |                          |
|                           | Aguirre 45+2' · Viera 65' | Reporte   |             | Árbitro(s): Luis Sánchez                             | Árbitro(s): Luis Sánchez |

| 5 de junio de 2016, 16:00 | Millonarios                                     | 4:2 (0:1) (2:4 p.)         | Junior                                        | Estadio Nemesio Camacho El Campín, Bogotá |                          |
|                           | Escobar 59' 64' · Rangel 68' · Henao 72' (pen.) | Reporte                    | Aguirre 28' · Hernández 89'                   | Árbitro(s): Hervin Otero                  | Árbitro(s): Hervin Otero |
|                           |                                                 | Tiros desde el punto penal |                                               |                                           |                          |
|                           | Henao · Silva · Carrascal · Rangel              |                            | Hernández · Arias · Ovelar · Narváez · Toloza |                                           |                          |

### Semifinales
| 9 de junio de 2016, 18:30 | Cortuluá  | 1:2 (1:0) | Independiente Medellín   | Estadio Doce de Octubre, Tulúa |                           |
|                           | Borja 12' | Reporte   | Marrugo 56' · Castro 71' | Árbitro(s): Nicolás Gallo      | Árbitro(s): Nicolás Gallo |

| 12 de junio de 2016, 16:30 | Independiente Medellín                                                                                   | 1:2 (0:1) (8:7 p.)         | Cortuluá                                                                                      | Estadio Atanasio Girardot, Medellín |                          |
|                            | Arias 55'                                                                                                | Reporte                    | Borja 41' · Cardona 72'                                                                       | Árbitro(s): Hervin Otero            | Árbitro(s): Hervin Otero |
|                            | | Tiros desde el punto penal |                                                                                               |                                     |                          |
|                            | Marrugo · Arias · Castro · Tipton · Molina · González · Saiz · Piedrahíta · Hernández · Burbano · Pertúz |                            | Candelo · Múñoz · Hinestroza · Cardona · Borja · Osorio · Ucrós · Velasco · Roa · Mina · Moya |                                     |                          |

| 8 de junio de 2016, 19:00 | Junior        | 1:1 (0:1) | Atlético Nacional | Estadio Metropolitano Roberto Meléndez, Barranquilla |                          |
|                           | Hernández 74' | Reporte   | Bocanegra 18'     | Árbitro(s): Luis Sánchez                             | Árbitro(s): Luis Sánchez |

| 11 de junio de 2016, 15:00 | Atlético Nacional                          | 0:0 (0:0) (2:4 p.)         | Junior                                          | Estadio Atanasio Girardot, Medellín |                            |
|                            |                                            | Reporte                    |                                                 | Árbitro(s): Harold Perilla          | Árbitro(s): Harold Perilla |
|                            |                                            | Tiros desde el punto penal |                                                 |                                     |                            |
|                            | Henríquez · Ibargüen · Sánchez · Rodríguez |                            | Hernández · Arias · Sánchez · Narváez · Barrera |                                     |                            |

## Final
| 15 de junio de 2016, 19:00 | Junior      | 1:1 (1:1) | Independiente Medellín | Estadio Metropolitano Roberto Meléndez, Barranquilla |                           |
|                            | Aguirre 19' | Reporte   | Cabezas 26'            | Árbitro(s): Nicolás Gallo                            | Árbitro(s): Nicolás Gallo |

| 19 de junio de 2016, 18:00 | Independiente Medellín | 2:0 (1:0) | Junior | Estadio Atanasio Girardot, Medellín |                            |
|                            | Marrugo 35' 90+3'      | Reporte   |        | Árbitro(s): Harold Perilla          | Árbitro(s): Harold Perilla |

|                                           |
| Bandera de Colombia                       |
| Campeón Independiente Medellín 6.º título |

## Estadísticas

### Goleadores
| Jugador            | Equipos                | Goles | PJ | Media |
| ------------------ | ---------------------- | ----- | -- | ----- |
| Miguel Borja       | Cortuluá               | 19    | 21 | 0.9   |
| Vladimir Hernández | Junior                 | 13    | 25 | 0.52  |
| Luis Páez          | Rionegro Águilas       | 12    | 20 | 0.6   |
| Sergio Romero      | Alianza Petrolera      | 12    | 20 | 0.6   |
| Leonardo Castro    | Independiente Medellín | 10    | 22 | 0.45  |
| Harold Preciado    | Deportivo Cali         | 8     | 13 | 0.62  |
| Oscar Estupiñan    | Once Caldas            | 8     | 15 | 0.53  |
| Edis Ibargüen      | Patriotas Boyacá       | 8     | 19 | 0.42  |
| Orlando Berrío     | Atlético Nacional      | 8     | 20 | 0.4   |
| Michael Rangel     | Millonarios            | 7     | 14 | 0.5   |

### Asistentes
| Jugador           | Equipos                | Asistencias |
| ----------------- | ---------------------- | ----------- |
| Orlando Berrío    | Atlético Nacional      | 8           |
| Fabián Sambueza   | Deportivo Cali         | 7           |
| Christian Marrugo | Independiente Medellín | 6           |
| Sherman Cárdenas  | Atlético Nacional      | 6           |
| Antony Otero      | Santa Fe               | 6           |
| Daniel Buitrago   | Cortuluá               | 6           |
| Jonathan Álvarez  | Rionegro Águilas       | 5           |
| Maicol Balanta    | Atlético Bucaramanga   | 5           |
| Leonardo Castro   | Independiente Medellín | 4           |
| Harrison Henao    | Once Caldas            | 4           |

### Tripletes
| 3 de abril  | Andres Ibargüen       | 10' · 17' · 62' | Atlético Nacional      | 7:0 | Atlético Bucaramanga |
| 9 de abril  | Juan Fernando Caicedo | 10' · 17' · 62' | Independiente Medellín | 4:2 | Alianza Petrolera    |
| 10 de abril | Angelo Rodríguez      | 10' · 17' · 62' | Envigado F. C.         | 4:0 | Fortaleza CEIF       |
| 26 de abril | Miguel Borja          | 10' · 17' · 62' | Once Caldas            | 1:3 | Cortuluá             |
| 8 de mayo   | Stalin Motta          | 10' · 17' · 62' | Boyacá Chicó           | 3:4 | La Equidad           |